# Consejería de Igualdad y Portavocía de la Junta de Extremadura
La Consejería de Igualdad y Portavocía es una consejería que forma parte de la Junta de Extremadura. Su actual consejera y máximo responsable es Isabel Gil Rosiña. Esta consejería ejerce las competencias autonómicas en materia de mujer, LGTBI y juventud, así como las funciones de portavoz del Gobierno autonónomico, política de comunicación y relaciones informativas, relaciones con la Asamblea de Extremadura y cooperación internacional para el desarrollo.

## Estructura Orgánica
- Consejera: Isabel Gil Rosiña
  - Secretaría General

## Organismos adscritos
- Instituto de la Mujer de Extremadura
- Instituto de la Juventud de Extremadura
- Agencia Extremeña de Cooperación Internacional para el Desarrollo
- Corporación Extremeña de Medios Audiovisuales